# Protothyrium borneense
Protothyrium borneense är en svampart som först beskrevs av Franz Petrak, och fick sitt nu gällande namn av Arx 1962. Protothyrium borneense ingår i släktet Protothyrium och familjen Parmulariaceae.   Inga underarter finns listade i Catalogue of Life.